# 頚部痛
頚部痛（けいぶつう、英: neck pain）はよくある症状であり、悪い姿勢や前屈みになるなど、首の筋肉に負担がかかることによって生じるが、まれに深刻な病気が原因のこともある。
頚部痛は首で感じられるものの、他の脊椎の異常が原因となることがある。頚部痛は頚部と上背部の筋肉の緊張、または頚椎から出る神経の圧迫によって生じることがある。頚部の関節の損傷は痛みを引き起こし、上背部の関節の損傷も同様である。
欧米人の頚部痛は日本人の肩こりに相当するものと考えられている一方、誘発・増悪因子、病因や治療法には、大きな違いがある。
2010年時点で、世界人口の約5%が頚部痛に悩まされている。人口の3分の2が人生のどこかで頚部痛を経験する。

## 鑑別診断
頚部痛は頚部のあらゆる構造から生じる可能性がある。これには血管、神経、気道、消化器、筋骨格系が含まれ、また体の他の部位からの関連痛の可能性もある。
頚部痛の主要かつ重大な原因は以下の通りである（おおよその重症度順）：
- 頚動脈解離[5]
- 冠動脈疾患[5]
- 脊椎外のがんの転移[6]
- 感染症：
  - 髄膜炎[5]（特に10代や若年成人における突然の重度の頚部痛や背部痛で、早期に治療しないと致命的になる可能性がある）
  - 咽頭後壁膿瘍[5]
  - 急性喉頭蓋炎[5]
- 椎間板ヘルニア[6] – 椎間板の突出または膨隆、重度の場合は脱出（英語版）による。
- 脊椎症（英語版）[6] - 変形性関節症と骨棘
- 脊柱管狭窄症[6] – 脊柱管の狭窄

より一般的で軽度の頚部痛の原因：
- ストレス – 身体的・精神的ストレス
- 体位の長期維持 – 多くの人がソファや椅子で寝てしまい、首の痛みを感じて目覚める
- 軽度の怪我や転倒 – 交通事故、スポーツイベント、日常生活での軽度の怪我
- 関連痛[6] – 主に上背部の病変（英語版）による。
- 首の過度の使用 – 筋肉の緊張は最も一般的な原因の一つ
- むち打ち症
- 神経根症（英語版）[6] - 神経の圧迫

原因は多岐にわたるが、その多くは専門家の助言やセルフヘルプのアドバイスと技術の助けにより解決できる。
その他の原因として以下が挙げられる：不適切な睡眠姿勢、斜頚、頭部外傷、関節リウマチ、頚動脈痛、頚肋、伝染性単核症、風疹、強直性脊椎炎、
頚椎骨折、食道外傷、くも膜下出血、リンパ節炎、甲状腺外傷、気管外傷。

## 治療
頚部痛の治療は原因によって異なる。大多数の人にとって、頚部痛は保存的に治療できる。症状を和らげるのに役立つ推奨事項には、温熱または冷却の適用が含まれる。 その他の一般的な治療には、薬物療法、体の力学的訓練、人間工学的改善、理学療法が含まれる可能性がある。治療には患者教育も含まれる場合があるが、既存のエビデンスでは有効性が示されていない。

### 薬物療法
アセトアミノフェンやNSAIDsなどの鎮痛薬が一般的に痛みに推奨される。 しかし、2017年のシステマティックレビューでは、脊椎の痛みに対してはアセトアミノフェンは有効でなく、NSAIDsはプラセボと比較して改善が見られたものの、臨床的に有意な程度ではないことが分かった。この研究では、脊椎痛患者におけるNSAIDsの治療必要数（NNT）は6で、これは6人の患者に薬を投与して1人が臨床的に有意な効果を感じることを意味する。
筋弛緩薬も推奨される場合がある。 しかし、ある研究では、シクロベンザプリンという筋弛緩薬は、急性頚部捻挫の治療（他の原因による頚部痛や慢性頚部痛とは異なる）には効果がないことが示された。

### 手術
手術は通常、機械的な原因による頚部痛には適応とならない。頚部痛が不安定性、がん、またはその他の疾患の結果である場合、手術が必要となる場合がある。神経根症や椎間板ヘルニアに対しては、理学療法などの保存的治療に抵抗性で、脊髄圧迫がある場合や、痛みと障害が何ヶ月も続いている場合を除き、通常は手術の適応とはならない。

### その他の治療法
運動と関節マニピュレーションの組み合わせは、急性および慢性の機械的な頚部障害の両方に有効であることが分かっている。 特に、特定の筋力強化運動は機能と痛みを改善する可能性がある。 頭頚部屈曲運動を用いた運動制御は、非特異的な慢性頚部痛に対して効果的であることが示されている。 頚椎マニピュレーションと頚椎モビライゼーションでも、同様の即時的および短期的な変化が生じる。 複数回、頚椎マニピュレーション治療を行えば、直後から長期的なフォローアップにおいて、特定の薬物療法よりも優れた痛みの緩和と機能の改善をもたらされる可能性がある。 胸椎マニピュレーションも痛みと機能を改善する可能性がある。
低出力レーザー療法は、急性頚部痛では治療直後の痛みを軽減し、慢性頚部痛の患者では治療完了後22週間まで痛みを軽減することが示されている。 エビデンスの質は低いが、認知行動療法が短期的な痛みの軽減に効果的である可能性が示唆されている。 マッサージは即時的で短期的な効果をもたらす可能性があるが、長期的な効果は不明である。 機械的な牽引療法の使用を支持する質の高いエビデンスは不足しており、副作用として頭痛、吐き気、組織損傷がある。 高周波神経焼灼術は、頚部の特定の罹患部位に対して一時的な緩和をもたらす可能性がある。 経皮的電気神経刺激（TENS）、皮膚上での非侵襲的な電気刺激の使用は、慢性頚部痛における有益性が不明確である。

## 疫学
2010年時点で、世界で約3億3000万人（人口の4.9%）が頚部痛の影響を受けている。 女性（5.7%）の方が男性（3.9%）よりも多い。 腰痛よりは罹病者は少ない。

## 予後
症状の約半分は1年以内に解決し、約10%が慢性化する。

## 予防
頚部痛はよくある症状である。姿勢不良に関連する頚部痛の治療は通常、矯正的な性質（例：肩が腰の上で一直線になるようにする）であり、人間工学的に改善することを目的とした介入に関連している。 また、モバイルデバイスによって引き起こされる頚部痛（スマホ猫背（iHunch））を、組み込み警告システムを使用して予防する研究も増えている。